# Roc Blackblock
Roc Blackblock (Barcelona, 1975) és un artista i muralista català. Va estudiar Disseny Gràfic a l'Escola Universitària de Disseny i Enginyeria de Barcelona, i Il·lustració a l'Escola d'Art i Superior de Disseny Serra i Abella de l'Hospitalet de Llobregat.

## Trajectòria

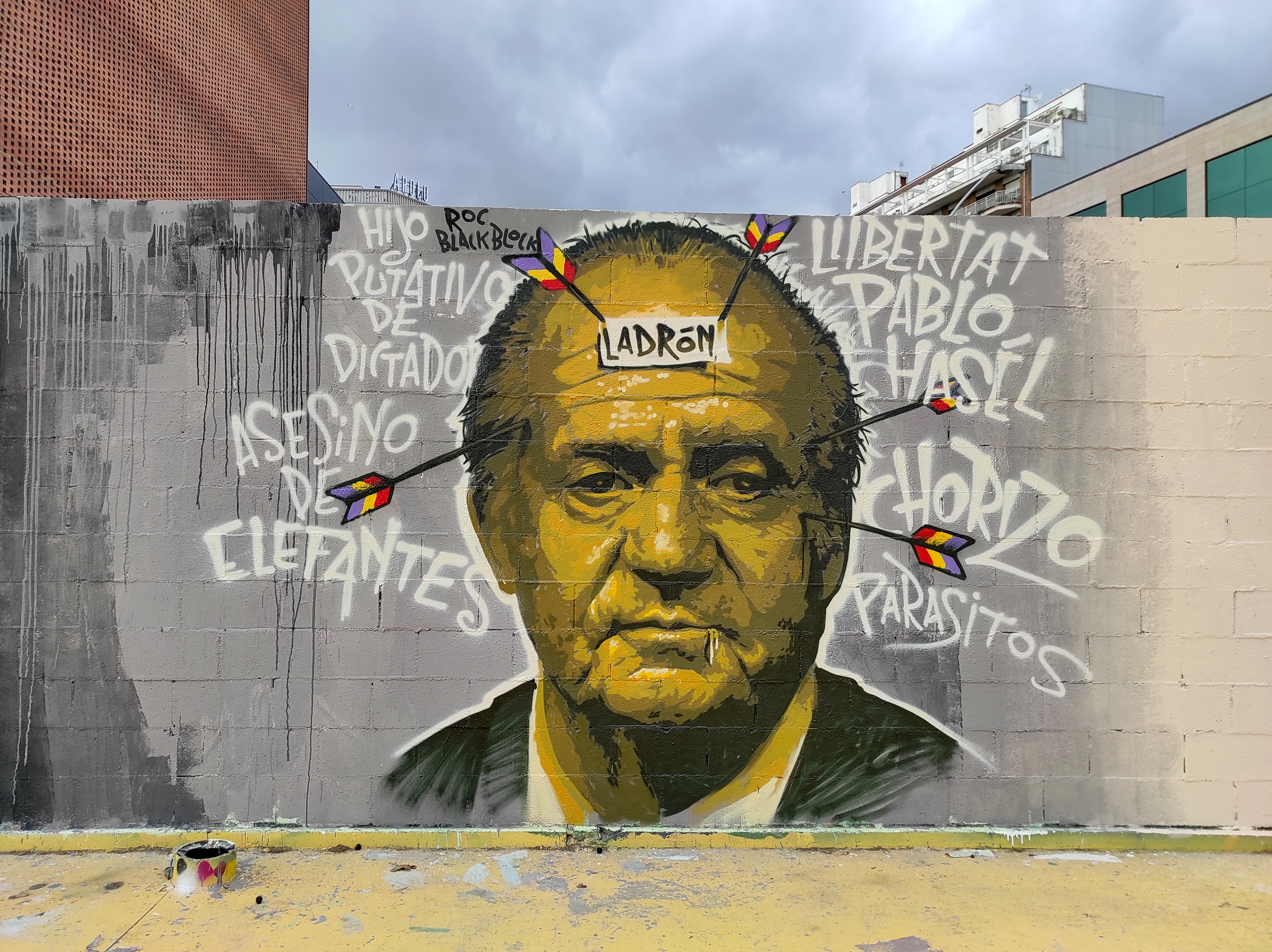
Foto de Roc Blackbock del seu mural censurat sobre la corrupció de la corona espanyola.

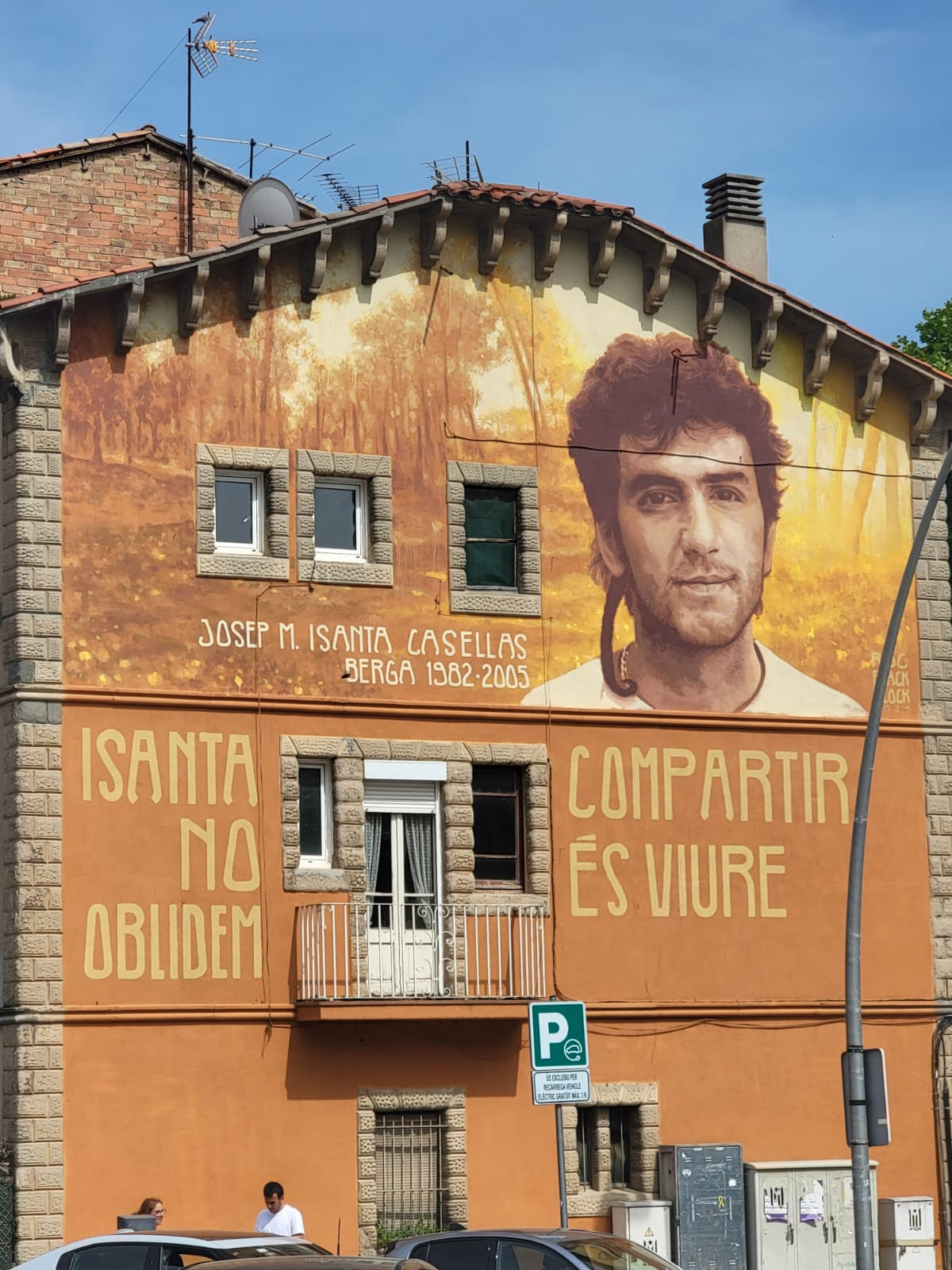
Mural fet en homenatge a Josep Maria Isanta, assassinat a Berga el 28 de maig de 2005

A finals de la dècada del 1990 va iniciar la seva carrera en la il·lustració i el tatuatge i, el 1999, es va estrenar pintant un grafit al Centre Social Okupat i Autònom l'Hamsa, col·lectiu del qual formava part.
Com activista dels moviments socials, ha convertit el grafit en el seu mitjà d'expressió mantenint el compromís polític de la seva obra en espais com Can Vies, la Kasa de la Muntanya, el Kasal de Joves de Roquetes, en homenatge a la militant antifeixista Neus Català, l'Ateneu Popular de Nou Barris, la façana del Casal de Joves de Ripollet o amb la lluita per protegir les oliveres mil·lenàries a Ulldecona.
L'any 2021, amb motiu de l'ordre d'empresonament del raper Pablo Hasél, un mural realitzat per ell al parc de les Tres Xemeneies amb una efígie crítica de Joan Carles I amb cinc fletxes republicanes clavades, fou censurat en menys de 24 hores per una brigada de neteja de l'Ajuntament de Barcelona, custodiada per la Guàrdia Urbana, sota les ordres del regidor de seguretat, Albert Batlle. Pocs dies després, Blackblock va tenir l'oportunitat de repintar-lo afegint-hi Felip VI i Francisco Franco amb el lema «Aquí se censura, reprimeix i tortura com en dictadura».
El mateix any, realitzà un mural per reivindicar que la comissaria de Via Laietana esdevingués un lloc de memòria. El mural s'inspirà en la figura de Tomasa Cuevas en representació de «totes les víctimes» de repressió i tortures a la comissaria, i «per recuperar la memòria de la gent que va lluitar contra el franquisme».
El 28 de maig de 2025, amb motiu del vintè aniversari de l'assassinat, es va inaugurar a Berga un mural d'homenatge a Pep Isanta amb el rostre del jove berguedà fet per l'artista.,